# Agustín Roca
Agustín Roca es una localidad del noroeste de la provincia de Buenos Aires situada en el partido de Junín, Argentina. Agustín Roca es el nombre de la estación ferroviaria, mientras que el pueblo se llama oficialmente Coronel Marcos Paz, no obstante, este último nombre prácticamente no se utiliza.
Es la tercera localidad más poblada del partido.

## Población
Cuenta con 331 habitantes (Indec, 2010), lo que representa un marcado descenso del 65% frente a los 955 habitantes (Indec, 2001) del censo anterior.
| Gráfica de evolución demográfica de Agustín Roca entre 1991 y 2010 |
|                                                                    |
| Fuente: Censos nacionales del INDEC                                |

A 2015 Agustín Roca cuenta con aproximadamente 1100 habitantes.

## Historia
En 1879 se adquieren tierras al Estado provincial en medio del camino entre las ciudades de Rojas y Junín.
En 1884 se cede al Estado provincial una franja de terreno con destino al Ferrocarril Al Pacífico, que incluía una fracción de terreno para la construcción de la futura estación que se llamaría Roca. 
En 1890 esta línea ferroviaria fue vendida al Ferrocarril Central Argentino de capitales ingleses.
El 22 de noviembre de 1887 se sancionó la Ley de Centros Agrícolas para favorecer la creación de centros poblados para el aumento de la productividad agrícola.
El 7 de julio de 1888, queda habilitada, la venta de lotes. Esta fecha fue considerada como fundación de la localidad.

## Fiesta Regional del Fiambre Casero
Por iniciativa de un vecino de Agustín Roca, el señor Luis María Picchi, hace algo más de 25 años, se realizó la primera Fiesta Regional del Fiambre Casero, que luego, gracias a Leonor Luján Palma, pasó a denominarse Fiesta Provincial. En esa oportunidad se unieron en la organización, todas las asociaciones del pueblo.
Reunir a todos en una gran mesa, recreando aquellas reuniones familiares que se realizaban al finalizar la carneada para consumir lo que se había facturado, fue una de las motivaciones que impulsaron a ese grupo de roquenses a realizar aquella primera fiesta que reunió a 2600 comensales. La cena se realizó en los galpones de La Liga Agrícola Ganadera.
Esta iniciativa perduró a través del tiempo y ya se llevan realizadas 31 reuniones, habiendo tomado el Club Origone, la organización de las mismas. Es así que desde hace más de veinticinco años, el primer sábado de noviembre está dedicado a este tradicional evento. 
La calidad de los fiambres en Agustín Roca es conocida en Junín y en la zona, es así que vienen a participar personas de distintas regiones como Rosario, Santa Fe, Salta y Buenos Aires.
La gente del Club Origone se preocupa especialmente en conservar la calidad de los fiambres que se ofrecen, elaborados con seis meses de anticipación. Salames, chorizos, bondiola, jamón, son algunas de las exquisiteces que se ofrecen junto al paté y la bondiola asada, conformando un menú que hace las delicias del paladar de los comensales. Elaboradas artesanalmente y por gente especializada en la materia, se realizan con todos los controles sanitarios. 
La fiesta siempre está amenizada por algún conjunto musical, lo que hace que cada reunión se convierta en una oportunidad de sentarse a una buena mesa y compartir agradables momentos.
En esta localidad podemos encontrar además, "La casona del fiambre casero", un emblemático restaurante de la zona fundado en el año 1986 propiedad de Gustavo Picchi, sobrino de Don Luis María, donde elaboran artesanalmente los chacinados más exquisitos de la zona y el cual es recurrido periódicamente por comensales de toda la zona.

## Fiesta de la Tradición
Recordando los fundamentos de nuestro ser nacional y mostrando lo más ancestral de nuestras costumbres, Agustín Roca realiza la fiesta de la tradición. Organizada por las Asociaciones de Cooperadores de la EGB N.º 9, de la escuela media N.º 3 y del jardín de infantes N.º 902 y con el apoyo del centro Tradicionalista “El Orejano” y de la Delegación municipal, esta celebración va creciendo año a año. La comunidad toda participa de este evento que convoca a miles de personas. 
La fiesta cuenta con el desfile escolar de los establecimientos educativos con sus banderas de ceremonia. Los Centros Tradicionalistas se dan cita en gran número y muestran el colorido de los trajes y costumbres que hacen a nuestra raigambre folclórica. Participan también de este desfile tradicionalista, numerosos carruajes antiguos, conservados por sus propietarios. El almuerzo criollo, con empanadas, asado, pasteles y buen vino, da lugar al encuentro jubiloso de todos los participantes y el público, que en gran número se da cita en esta celebración. 
Por la tarde se realizan carreras de sortija con la participación de jinetes de toda la zona. Las danzas folclóricas, a cargo de distintos grupos de, el recitado de poesías gauchescas y otras manifestaciones de nuestra tradición, se dan cita en esta fiesta para poner de manifiesto que aún, a pesar de las influencias foráneas, la Tradición Nacional se sigue celebrando.

## Parroquias de la Iglesia católica en Agustín Roca
| Arquidiócesis | Mercedes-Luján           |
| ------------- | ------------------------ |
| Parroquia     | Nuestra Señora del Pilar |

## Personajes famosos
Atahualpa Yupanqui vivió un tiempo aquí, desde los 9 años. La antigua casa donde vivió Atahualpa, en el corazón de Roca, lleva una placa y está situada en la intercepción de dos calles transversales que llevan su nombre "Atahualpa Yupanqui" y "Héctor R. Chavero".